# 河合孝憲
河合 孝憲（かわい たかのり、1958年5月10日 - ）は、日本の地方公務員。岐阜県危機管理部長や、岐阜県商工労働部長を経て、岐阜県副知事。

## 人物・経歴
岐阜県羽島市出身。南山大学経営学部卒業後、1982年岐阜県庁に入る。2008年知事直轄秘書課長。2009年総合企画部観光交流推進局観光・ブランド振興課長。2012年秘書広報総括監兼ぎふ清流国体推進局国体報道監。2012年危機管理副統括監。2013年商工労働部観光交流推進局長。2014年危機管理部長。2016年商工労働部長。2017年から上手繁雄の後任として副知事を務め、豚熱（豚コレラ）拡大防止などにあたった。2022年東海国立大学機構経営協議会委員。
2024年6月5日、副知事室で喫煙を繰り返していたとして、譴責の懲戒処分を受けた。